# Uhakiella
Uhakiella is een geslacht van uitgestorven kreeftachtigen uit de klasse van de Ostracoda (mosselkreeftjes).

## Soorten
- Uhakiella aequigranosa Jaanusson, 1957 †
- Uhakiella curta Sidaravichiene, 1975 †
- Uhakiella diuturna Olempska, 1994 †
- Uhakiella granulifera (Ulrich & Bassler, 1908) Oepik, 1937 †
- Uhakiella jaanussoni Schallreuter, 1964 †
- Uhakiella jonesiana (Schmidt, 1941) Schallreuter, 1973 †
- Uhakiella jonesii (Krause, 1889) Oepik, 1937 †
- Uhakiella labrosa (Krause, 1892) Schallreuter, 1973 †
- Uhakiella linnarssoni (Henningsmoen, 1948) Jaanusson, 1957 †
- Uhakiella magnifica Sarv, 1959 †
- Uhakiella minuta Sidaravichiene, 1992 †
- Uhakiella oanduensis Sarv, 1963 †
- Uhakiella osloensis (Henningsmoen, 1954) Jaanusson, 1957 †
- Uhakiella periacantha Jaanusson, 1957 †
- Uhakiella perrara Olempska, 1994 †
- Uhakiella pseudopumila Sidaravichiene, 1971 †
- Uhakiella pumila Oepik, 1937 †
- Uhakiella rete Schallreuter, 1971 †
- Uhakiella sarvi (Schallreuter, 1964) Sidaravichiene, 1992 †
- Uhakiella schaeferi Schallreuter, 1985 †
- Uhakiella strangulata (Salter, 1852) Jaanusson, 1957 †